# 朱聰澂
饶阳荣庄王朱聰澂（15世纪—1536年），明朝饶阳悼昭王朱成鋈嫡长子。

## 生平
成化十八年（1482年）三月赐名。十九年（1483年），朱成鋈去世。二十三年（1487年）六月，明宪宗命恭順侯吳鑑、鎮遠侯顧溥、武安侯鄭英、保定侯梁任、永康侯徐錡、廣平侯袁輅、遂安伯陳韶、懷柔伯施鑑充正使，中書舍人錢鏞、吏部署郎中吳裕、戶部郎中許楫、署郎中王溥、禮部郎中李魁、兵部郎中劉傳、刑部署郎中王懋、工部郎中顧餘慶充副使，持節冊封朱聰澂為饒陽王。弘治七年（1494年）十月，明孝宗遣梁任、徐锜、怀宁侯孙泰、会昌侯孙铭、驸马都尉杨伟、马诚、崇信伯费淮、兴安伯徐盛、成安伯郭宁、彭城伯张信、惠安伯张伟、清平伯吴琮、建平伯高霳、武进伯朱洁、南宁伯毛良、刑部右侍郎戴珊、都察院左佥都御史杨谧、通政使司左通政毛伦各自持节充正使，翰林院侍读江澜、尚宝司少卿杨泰、户科给事中王玺、礼科右给事中孙孺、兵科给事中东思恭、中书舍人孙琰、户部郎中李文安、员外郎胡倬、礼部员外郎尹万化、兵部郎中费瑄、刑部员外郎尹嘉言、屈直、周东、商良辅、工部员外郎朱恩、周浚、鸿胪寺左少卿杜英、李鐩充副使，册封西城兵馬副指揮周清的女兒為饒陽王妃。
嘉靖二年（1523年），朱聰澂的嫡长子朱俊榬去世。四年（1525年）四月，按例賜朱俊榬祭葬。
嘉靖十五年（1536年），朱聰澂去世。十七年（1538年）十二月，由长孙朱充袭封。

## 家庭

### 妻妾
- 王妃周氏

### 子孙
- 嫡长子朱俊榬
  - 庶长子饶阳王朱充
- 镇国将军朱俊桻，万历五年（1577年）六月在世，有夫人秦氏（嘉靖五年（1526年）六月授封）、妾任氏、骆氏
  - 第六子、第七子，任氏所生，皆辅国将军
  - 第十子辅国将军朱充鱐，骆氏所生[7]